# ABCオーディオ
Template:Infobox radio network
ABCオーディオ（ABC Audio）は、アメリカ合衆国のラジオシンジケーター、ラジオネットワーク、デジタルオーディオネットワーク。これは、アメリカン・ブロードキャスティング・カンパニー（ABC）の親会社であるウォルト・ディズニー・カンパニーの所有下にあり、衛星配信はスカイビュー・ネットワークス（Skyview Networks）によって処理される。2015年1月1日に「ABCラジオ（ABC Radio）」として開始され、2019年に現行の「ABCオーディオ」に改名された。

## 背景
ABCラジオ（ABC Radio）は元々、NBCレッド・ネットワークとNBCブルー・ネットワーク（後のブルー・ネットワーク）が分割された後に始まり、1943年にABCがRCAから後者の運用を引き継ぎ、2年後にその名前を採用した。ABCラジオは、ジョン・F・ケネディ大統領暗殺の最初の全国報道を放送したことで知られていた。ケネディは1963年11月22日18:30（UTC）、テキサス州ダラスの車列で射殺され、ABCラジオのドン・ガーディナー（Don Gardiner）は、他のラジオやテレビネットワークが追随する数分前に、18:36:50（UTC）に同ネットワークの最初の速報のアンカーを務めた。
ABCに関連するネットワークには、ウォーターマーク（ABCが1982年に買収）、サテライト・ミュージック・ネットワーク（1989年に買収）、ESPNラジオ（1992年に開始）、ラジオ・ディズニー（1996年にデビュー）が含まれる。
多くの異なる所有者（キャピタル・シティーズ・コミュニケーションズとその後のディズニー）にもかかわらず、ラジオ部門は2007年6月12日までABCの傘下にあり、リストラの努力でシタデル・ブロードキャスティングとその直営（O&O）局の殆どに売却された。リバース・モリス・トラストの条件の下で、ABCの株主はシタデルの支配権を保持し、シタデルは2009年に「シタデル・メディア・ネットワークス（Citadel Media Networks）」としてブランド変更されるまで、ABCの名前をさらに2年間ライセンス供与した。
2011年9月16日、キュミュラス・メディアはシタデル・ブロードキャスティングを買収し、ネットワーク部門をキュミュラス・メディア・ネットワークス（Cumulus Media Networks）に改称した。2013年、キュミュラス・メディア・ネットワークスはダイヤル・グローバル・ラジオ・ネットワークス（Dial Global Radio Networks）と合併し、現在のウェストウッド・ワンを形成した。
ABCは、ラジオ・ディズニーネットワークとESPNラジオが所有・運営する放送局の所有権を維持した。2015年には、ラジオ・ディズニー放送局のライセンスを1つを除いて全て売却し、地上波ラジオによるそのネットワークの配信を停止する計画を発表した。同ネットワークは殆どの放送局を売却することに成功し、KRDCだけが残った。KRDCは、ラジオ・ディズニーネットワークとは別のカントリー・ミュージック形式に切り替えたが、ラジオ・ディズニーブランドは引き続き使用している。そのライセンスは、ESPNラジオのKSPNと共に、「ABC Radio Los Angeles Assets（ABCラジオ・ロサンゼルス・アセッツ）」が引き続き保持している。

## 歴史

### ABCラジオ

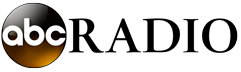
2015年から2019年までのABCラジオのロゴ。

2014年8月7日、ABCは、2015年1月1日にラジオネットワーク部門を刷新すると発表した。この変更は、キュミュラスがABCニュースラジオサービスをウェストウッド・ワン・ニュース（CNN経由）に置き換えるという発表に続いて行われた。ABCは引き続きネットワークを通じてラジオ ニュース番組（ABCニュースラジオ及びFM対応のABCニュースナウを介して）を利用できるようにし、『グッド・モーニング・アメリカ』、『ダンシング・ウィズ・ザ・スターズ』、『ジミー・キンメル・ライブ』などのABC所有の他のプロパティに基づいて新しいラジオ番組を制作するように拡張する。スカイビュー・ネットワークス（Skyview Networks）は、広告販売と衛星配信を担当する。
2014年12月23日までに、ABCニュースは、ABCニュース、ABCデジタル（ABC Digital）、ABCエア・パワー（ABC Air Power）ネットワークの少なくとも1つに1,000を超える提携局と契約した。これには、200の新しい提携局と、複数のサービスと提携している複数の放送局が含まれていた。追加された新しい主要提携局には、WTOP-FM、WGN、KFIが含まれる。
2018年4月、ABCは、スカイビューを使用して新しいシンジケートラジオ番組を開発する計画を発表した。このペアは、同年8月にサンアントニオの「98.5 The Beat」KBBTで朝の番組『The Dana Cortez Show（ダナ・コルテス・ショー）』をシンジケートする契約を結んだ。
2015年頃、ABCニュースはポッドキャストの実験を開始し、アプリにオーディオチャンネルを追加した。2018年3月28日、最初の日刊ポッドキャスト『Start Here』を開始した。ポーラ・ファリス（Paula Faris）は、2018年11月13日に『Journeys of Faith』の3つのエピソードでポッドキャストを開始した。
ローカル・ラジオ・ネットワークスは、2019年1月1日に24時間365日対応の12の音楽形式を、マーケティングとタレントシェアリングのためにABCラジオに、衛星配信のためにスカイビュー・ネットワークスに移行した。ABCニュースのラジオ番組は、かつてはローカルラジオ（Local Radio）の提携局に提供されていた。
副社長兼ゼネラルマネージャーのスティーブ・ジョーンズ（Steve Jones）は、2019年4月4日にスカイビューで勤務するために退職した。暫定的に、ABCニュースの番組編成/ニュース報道担当エグゼクティブディレクターのアンドリュー・カルブ（Andrew Kalb）、ABCニュースの事業開発担当シニアマネージャーのアベ・ベレス（Abe Velez）、ABCラジオのアフィリエイトリレーションズディレクターのハイジ・オリンジャー（Heidi Oringer）、ABCニュースラジオの運用担当エグゼクティブディレクターのジェフ・フィッツジェラルド（Jeff Fitzgerald）という4人のABCニュース幹部がABCラジオを率いた。彼は2019年5月に、ワシントン副支局長の地位から昇進したステイシア・フィリップス・デシシュク（Stacia Philips Deshishku）に取って代わられた。

### ABCオーディオ
2019年9月20日、ABCラジオは、ポッドキャストポートフォリオやその他の形式のオンデマンド及びリニアコンテンツを提供するようにネットワークが進化したため、「ABCオーディオ（ABC Audio）」に名称が変更された。この発表を行った副社長のデシシュクは、「ラジオの力は、ABCオーディオ内のABCニュースラジオブランドと同様に、当社のビジネスにとって依然として重要である」と認めている。2020年3月、ABCオーディオは、ESPNオーディオ（ESPN Audio）がポッドキャスト広告の販売を引き継ぐことを示した。

## 番組とサービス
- ABCニュースラジオ（英語版）
  - ABCニュースナウ（英語版）
- ABCエア・パワー（ABC Air Power）
- 『ザ・デジャ・ヴ・ショー（The Deja Vu Show）』
- ABCデジタル（ABC Digital）
- ABCスポーツラジオ（ABC Sports Radio）
- 『パースペクティブ（Perspective）』
- 『ジス・ウィーク』
- 『ワールドニュース・ディス・ウィーク（World News This Week）』
- 『ユア・ボディ・ウィズ・ドクター・ジェン・アシュトン（Your Body with Dr. Jen Ashton）』

### ポッドキャスト
- 『10%ハピアー・ウィズ・ダン・ハリス（英語版）』（2016年3月11日 - 現在）
- 『20/20』（2017年11月4日 - 現在）
- 『COVID-19 Immunity in Our Community』（2021年3月31日 - 現在）
- 『Cutthroat, Inc.』（2020年3月26日 - 2020年5月7日）、7エピソード
- 『The Dropout』（2019年1月22日 - 2019年2月26日）
- 『Everybody's Got Something』（2016年9月19日 - 現在）
- 『The Essentials: Inside the Curve』（2020年4月20日 - 2020年6月13日）、10エピソード
- 『Have You Seen This Man?』（2019年10月23日 - 2020年11月19日）、7エピソード
- 『The HeirPod』（2019年10月3日 - 現在） - ABCニュース王室寄稿者のオミッド・スコビー（Omid Scobie）がホストを務める[14]
- 『In Plain Sight: Lady Bird Johnson』（2021年3月1日 - 2021年4月12日）、8エピソード
- 『Inside Frozen 2』（2019年11月11日 - 2020年12月9日）、7エピソード
- 『Inside the Oscars』（2021年3月25日 - 2021年4月26日）、6エピソード
- 『The Investigation』（2019年2月11日～2020年2月7日）
- 『Journeys of Faith』（2018年11月13日 - 2020年4月21日） - 3つの初回エピソードを含む10エピソード
- 『A Killing on The Cape』（2017年10月25日 - 2017年11月29日）、6エピソード
- 『Life After Suicide』（2019年5月1日 - 2019年6月18日）
- 『Motivated』（2017年6月26日 - 2017年12月31日）
- 『A Murder on Orchard Street』（2017年10月3日 - 2017年11月30日）、8エピソード
- 『ナイトライン』（2017年11月30日 - 現在）
- 『ノー・リミッツ・ウィズ・レベッカ・ジャービス（英語版）』（2017年1月9日 - 2019年12月29日）、145エピソード
- 『Perspective』（2017年11月9日 - 現在）
- 『ポップコーン・ウィズ・ピーター・トラヴァース』（2016年8月26日 - 現在）
- 『Powerhouse Politics』（2016年2月19日 - 現在）
- 『ジス・ウィーク・ウィズ・ジョージ・ステファノプロス』（2017年11月12日 - 現在）
- 『Truth and Lies: Jeffrey Epstein』（2020年1月9日 - 2020年7月10日）、10エピソード
- 『Tulsa's Buried Truch』（2021年4月6日 - 2021年4月20日）、3エピソード
- 『Uncomfortable』（2017年3月21日 - 2018年3月12日）
- 『ザ・ビュー』
- 『ワールドニュース・ディス・ウィーク』（2017年11月3日 - 現在）
- 『ワールドニュース・トゥナイト・ウィズ・デイビッド・ミュアー』（2017年12月1日 - 現在）
- 『Start Here』（2018年3月28日 - 現在） - ブラッド・ミルケ（Brad Mielke）がホストを務める20分間のオーディオキャスト